# Ghazni (provincie)
Ghazni of Ghaznī (Pasjtoe: غزني ġaznī) is een van de 34 provincies van Afghanistan.

## Bestuurlijke indeling
De provincie Ghaznī is onderverdeeld in 19 districten:
- Ab Band
- Ajristan
- Andar
- Bahrami Shahid (Jaghatu)
- Dih Yak
- Gelan
- Ghaznī
- Giro
- Jaghuri
- Khwaja Umari
- Malistan
- Muqur
- Nawa
- Nawur
- Qarabagh
- Rashidan
- Waghaz
- Wali Muhammadi Shahid
- Zana Khan

Badakhshān · Bādghīs · Baghlān · Balkh · Bāmyān · Dāykundī · Farāh · Fāryāb · Ghaznī · Ghōr · Helmand · Herāt · Jowzjān · Kābul · Kandahār · Kāpīsā · Khōst · Kunar · Kunduz · Laghmān · Lōgar · Nangarhār · Nīmrōz · Nūristān · Paktiyā · Paktīkā · Panjshayr · Parwān · Samangān · Sar-e Pul · Takhār · Uruzgān · Wardak · Zābul